# Neutrik XLR/P10
El conector Combo XLR+TRS o Neutrik NCJ6FI-S,  es un tipo de conector hembra capaz de soportar dos tipos de conectores jack: el conector XLR, conocido como "Canon Plug", que se utiliza para conectar micrófonos y mezcladores. y el enchufe TRS para estéreo (TRS:Tip-ring-sleeve) y el enchufe TS para mono (TS:Tip-Sleeve), conocido como: Banana Plug, o enchufe P10, que se utilizan en instrumentos musicales como guitarra, teclado, bajo, etc.

## Historia
En los Juegos Olímpicos de invierno de 1964 en Innsbruck, el ingeniero de acústica tirolés Bernhard Weingartner se dio cuenta de que el sonido seguía disminuyendo. El motivo de esto fueron los conectores de audio DIN utilizados por la televisión austríaca, que fallaron bajo la influencia del mal tiempo. Weingartner sabía que el conector XLR diseñado por ITT Cannon International /Switchcraft sería mucho más fiable, pero estos conectores eran muy caros y no estaban disponibles en Europa. Weingartner empezó en 1974, inicialmente en solitario, con el desarrollo de una versión económica pero de alta calidad del conector XLR. El dibujante Werner Bachmann se unió a ellos siete meses después. Neutrik AG fue fundada en 1975 por Bernhard Weingartner y los inversores Gebhard Sprenger y Josef Gstöhl. Durante los siguientes años, la empresa Neutrik se convirtió en el líder mundial del mercado de conectores de audio XLR. Los conectores Neutrik se han estandarizado en el estándar de escenario y de estudio como estándar IEC 61076-2-103. Finalmente, en 1987, se desarrollaron unos conectores Neutrik sobre la base de una invención y patente de Bernhard Weingartner.

## Características

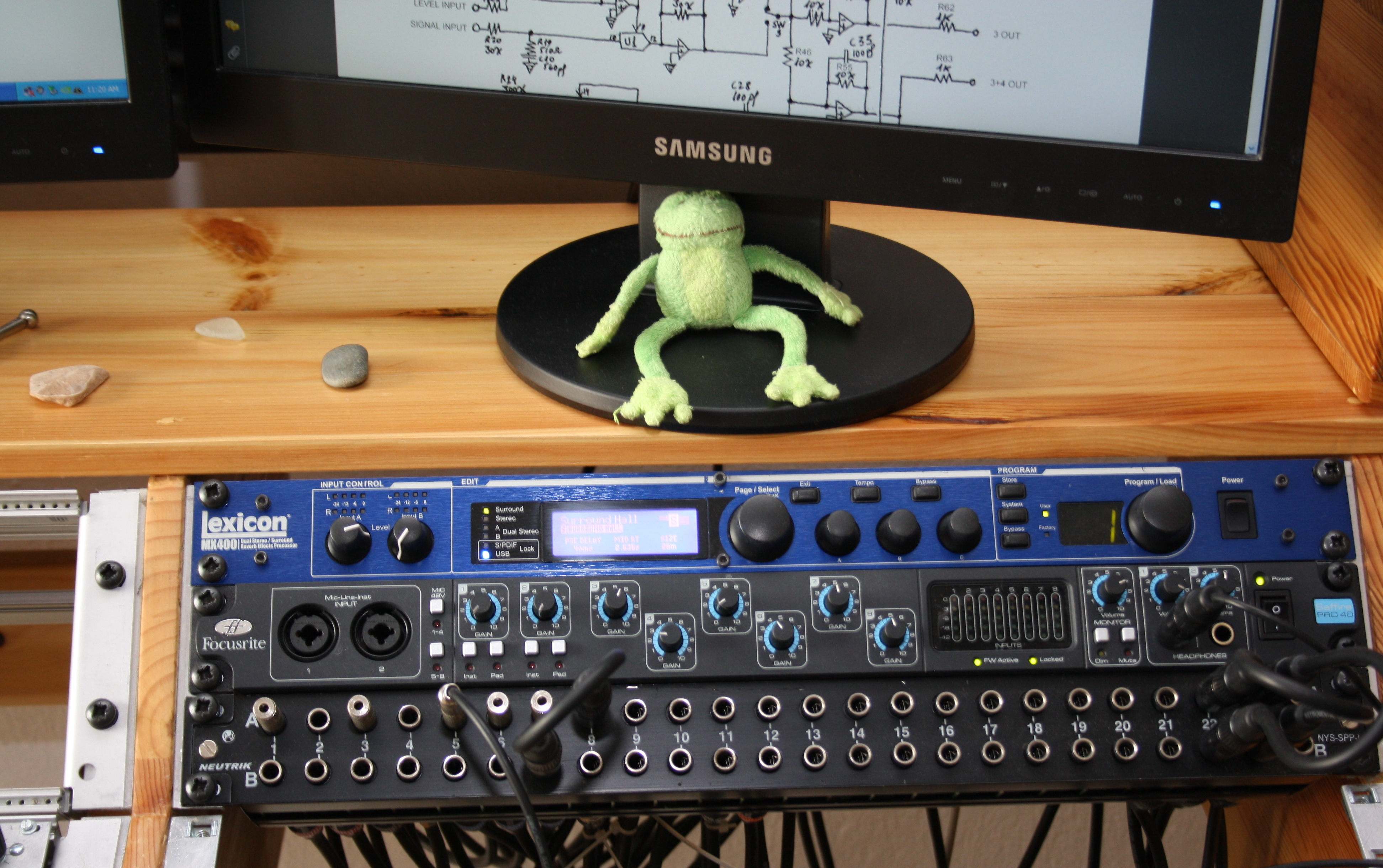
Sintetizador con 2 tomas Combo XLR + TRS

Debido a que los equipos amplificadores y mezcladores a menudo requieren una entradas tanto para toma de teléfono TRS o para conectores XLR, Neutrik y Amphenol ofrecen varios modelos de conector combinado que aceptan tanto los jacks XLR 6,5 mm (0,3 plg) como los jacks de teléfono TS o TRS. En la imagen de la derecha, se puede ver la parte frontal de un sintetizador Lexikon con 2 conectores combinados XLR/P10 Neutrik hembra NCJ6FI-S, con un cuerpo hecho de plástico sólido y con los pins de soldadura situados en la parte trasera del enchufe, para facilitar la soldadura.
El flujo de señal estándar para el audio en los conectores XLR es que la salida es un conector macho y la entrada es hembra. En otras palabras, los pinos del enchufe apuntan en la dirección del flujo de la señal. La alimentación fantasma, si se utiliza, se origina del enchufe y fluye en el enchufe, (la dirección opuesta a la señal y la dirección normal de los circuitos de alimentación). Los voltajes de las señales de audio de nivel de línea y de micrófono no son peligrosos. El XLR masculino se incorpora normalmente al cuerpo de un micrófono . El estándar EIA RS-297-A describe el uso del XLR de tres pines, conocido como XLR3, para aplicaciones de nivel de señal de audio equilibrado :
|     | |
| Pin | Función                                                                                                |
| 1   | Tierra del chasis (apantallamiento del cable)                                                          |
| 2   | Terminal de polaridad positiva para circuitos de audio equilibrados (también conocido como "caliente") |
| 3   | Terminal de polaridad negativa para circuitos equilibrados (también conocido como "frío")              |

## Premios
NEUTRIK ganó el premio EMEA+ InAVation 2011 en la categoría "Accesorio AV comercial más innovador de 2011". El premio se entregó a Integrated Systems Europe 2011 en Amsterdam.